# Akinori Mikami
Akinori Mikami (jap. 三上 明紀, Mikami Akinori; * 12. Juni 1969 in der Präfektur Shizuoka) ist ein ehemaliger japanischer Fußballspieler.

## Karriere
Mikami erlernte das Fußballspielen in der Schulmannschaft der Fujieda Higashi High School. Seinen ersten Vertrag unterschrieb er 1988 bei Mitsubishi Motors. Der Verein spielte in der höchsten Liga des Landes, der Japan Soccer League Division 1. Am Ende der Saison 1988/89 stieg der Verein in die Division 2 ab. 1989/90 wurde er mit dem Verein Meister der Division 2 und stieg in die Division 1 auf. Mit Gründung der Profiliga J.League 1992 und der damit verbundenen Neuorganisation des japanischen Fußballs wurde Mitsubishi Motors zu den Urawa Red Diamonds. Für den Verein absolvierte er 27 Spiele. Ende 1994 beendete er seine Karriere als Fußballspieler.